# Keltisk musik
Keltisk musik er en bred musikgenre, der har udviklet sig fra den keltiske folkemusik i Vesteuropa. Genre omfatter både den orale musiktradition og den indspillede musik, og det enkelte stiltræk kan variere betragteligt fra traditionelle folkemelodier til keltisk fusion, der kombinere en lang række forskellige genre.
Instrumenterne inkluderer ofte traditionelle instrumenter som harpe, sækkepibe, tinwhistle og violin.

## Kunstnere
- Altan
- Blackmore's Night
- Celtic Thunder
- Celtic Woman
- Enya
- Eric Bogle
- Gaelic Storm
- Hevia
- Loreena McKennitt
- Nolwenn Leroy
- Runrig
- Secret Garden
- The Chieftains
- The Corrs
- The Makem Brothers
- William Coulter